# 亭旁起义
亭旁起义、又称亭旁暴动，是1928年5月至7月，中共宁海临时县委领导、在浙江省三门县亭旁镇举行的一次武装暴动行动，也是浙江地区的首次中国共产党领导、并建立苏维埃政权的武装暴动。

## 经过
1927年，中共宁海临时县委在各地组织农民协会筹备武装斗争。1928年5月，亭旁区农会作出决议并布告全区，提出取消麦租、实行平粜、增加零工工资及反对加收粮税等，遭当地地主豪绅拒绝。5月15日，在中共浙江省委特派员曾荣指导下，台属六县特派员管荣德抵达宁海主持召开县委扩大会议，作出武装斗争决议。
5月20日夜间，中共亭旁区委书记包定（化名袁应吉），集结亭旁、海游、珠岙、桑洲武装农民约250人，在谷仓岭举行预备会议，决定成立红军指挥部、拟订暴动计划，并就地进行军事检阅。5月24日夜，中共宁海县委书记卢经训、特派员杨毅卿和管荣德，在亭旁召开会议，正式成立亭旁区革命委员会和红军指挥部。并确定由包定任区革命委员会主席兼红军总指挥，梅法金、任畴为副总指挥，任畴兼任军事部长，此外领导者还有包本开（财政部长）、任少野（运输部长），胡秋玉（交通部长）。25日晚，武装农民在丹邱寺集会，编组军事连队。与此同时，珠岙区成立红军临时总指挥部，推定陈祥（化名吴可畏）为总司令，桥头胡、梅林等地组成六七百人的农民武装，在梅林团空山（正字为“抟空山”）集会，准备接应起义。5月26日晨，亭旁红军正式起义，占领亭旁。起义部队在亭旁城隍庙聚集，并由中共宁海县委宣告区革委会为亭旁区苏维埃政府。这是浙江第一个苏维埃政权。
起义爆发后，当地豪绅向省县政府告急。同日下午，驻海门的浙江省防军第5团和临海的国军集结临海车口、东塍，宁海驻军进驻珠岙。红军指挥部将部队向南溪方向后撤，并通知海游、珠岙等地红军就地疏散。5月27日晨，浙江省防军进驻亭旁。撤往南溪方向的红军分三路向上模、板沸和寺前岩转移。同日下午，上模红军抵陌更，与国军在狮子岭及陌更附近交火，国军撤退亭旁，之后改向红军驻地马攀山进攻。与此同时，临海国军又由金坑岭抄袭红军后路。红军腹背受敌，被迫化整为零隐蔽。梅其彬等率领的20余人在大茶山坚持一个多月，叶信庄等率领的20多人在寺前岩山上活动一段时间。但均因人数装备占劣势，最终起义失败。

## 结果
由于此次起义规模影响巨大，国民政府当局取消官盐。然而亭旁起义失败后，中华民国当局对组织和参加起义的中共党员及民众进行了报复。6月20日，浙江省政府主席何应钦下达了《严缉宁海亭旁共党及土匪》的通缉令，包定等36人遭到通缉，宁海县的各级中共组织均遭破坏。包定不久在杭州被捕，在杭州松木场被杀。其他组织者叶信庄、梅其广、梅其彬、任畴等也于1929年3月先后被捕，同年5月，均被当局处死。尽管如此，因为这次起义是浙江地区的首次中国共产党领导、并建立苏维埃政权的武装暴动，它被誉为“浙江红旗第一飘”。

## 纪念
1993年，经三门县人民政府批准，亭山小学旧址更名为“亭旁起义纪念馆”，进行大规模整修并对外开放。2001年初进行整理修缮，6月25日重新开馆。